# Orikum
Orikum è una frazione del comune di Valona in Albania (prefettura di Valona), sita al fondo della baia di Valona.
Fino alla riforma amministrativa del 2015 era comune autonomo, dopo la riforma è stato accorpato, insieme agli ex-comuni di Novoselë, Qendër e Shushicë a costituire la municipalità di Valona.
Il nome deriva dall'antica città di Oricum, situata 4 km a ovest.
Il sito è considerato molto importante per la presenza di un porto turistico.